# 7749 Jackschmitt
A 7749 Jackschmitt (ideiglenes jelöléssel 1988 JP) a Naprendszer kisbolygóövében található aszteroida. Carolyn S. Shoemaker és Eugene Merle Shoemaker fedezte fel 1988. május 12-én.